# طوبين الأب دافيد
طوبين الأب دافيد (Talpa davidiana) هو طوبين يوجد في الشرق الأوسط، يستوطن في منطقة تمتد من جنوب وسط تركيا شرقًا إلى محافظة كردستان الإيرانية، على الرغم من أنه يمكن أيضًا أن يمتد نطاقه جنوبًا إلى سوريا. أُدْرِجَ على أنه نوع من الأنواع الناقصة البيانات. سُمِّيَ هذا النوع على اسم عالم الحيوان أرمان دافيد. يُعرف أيضًا باسم T. streeti. 